# Tantilla cascadae
Tantilla cascadae este o specie de șerpi din genul Tantilla, familia Colubridae, descrisă de William M. Wilson și Meyer 1981. Conform Catalogue of Life specia Tantilla cascadae nu are subspecii cunoscute.